# جهان نیازمند قهرمان است
«جهان نیازمند قهرمان است» (به انگلیسی: The World Needs a Hero) آلبومی از مگادث است که در ۱۲ مه ۲۰۰۱ منتشر شد.